# Вербовка (Изюмский район)
Вербовка (укр.  Вербівка) — село,
Левковский сельский совет,
Изюмский район,
Харьковская область, Украина.
Село Вербовка присоединено к селу Крамаровка в интервале 1947—1979 года.

## Географическое положение
Село Вербовка находится на правом берегу реки Мокрый Изюмец, выше по течению на расстоянии в 2 км расположено село Искра, ниже по течению примыкает к селу Крамаровка, на противоположном берегу расположено село Федоровка.
В селе есть железнодорожная станция Федоровка.